# 毛梗寄生五叶参
毛梗寄生五叶参（学名：Pentapanax parasiticus var. khasianus）为五加科五叶参属寄生五叶参的变种。分布于中国大陆的云南等地，生长于海拔2,100米至2,400米的地区，常生于森林中，目前尚未由人工引种栽培。